# Definición Pre-Libertadores (Chile)
La definición Pre-Libertadores  o definición del vicecampeonato o duelo de Subcampeones fue una competición de fútbol de Chile consistente en un partido clasificatorio para la Copa Libertadores, jugada en 1968, 2002 y desde 2016 hasta 2017.
Su organización estuvo a cargo de la Asociación Nacional de Fútbol Profesional de Chile (ANFP) y se jugaba en diciembre posterior al término del torneo en juego.
El último campeón fue Universidad de Concepción.

## Historia
El antecedente primero de una definición de un partido o de dos partidos de solo 2 equipos para definir un clasificado a Copa Libertadores fue la definición Pre-Libertadores 1968 por el vicecampeonato, de dicho año.
Luego en la década del 70 se crea un mini torneo llamado Liguilla Pre-Libertadores (Chile) donde participan de 4 a 6 equipos en busca de un segundo cupo para clasificar a Copa Libertadores, torneo que se jugó de forma seguida en las décadas del 70, 80, 90, comienzos del 2000, y mediados de la década del 2010.
En 2002 se vuelve a jugar una definición en partidos de ida y vuelta, aprovechando el comienzo de los Torneos con Playoffs en Chile, los ganadores de las tablas de las Fase Regular del Apertura y Clausura respectivamente jugaran esta definición para lograr el cupo de "Chile 3" de Libertadores.
En octubre de 2016, en el marco de la reestructuración de los torneos de clubes de la Conmebol, este organismo definió un nuevo cupo para Chile en la Copa Libertadores (Chile 4). La ANFP decidió que dicho cupo debían dirimirlo los subcampeones del Torneo de Clausura 2016 y el Torneo de Apertura 2016 en un partido único en terreno neutral. El ganador del pleito clasificará a Copa Libertadores 2017 como Chile 4, mientras que el perdedor lo hará a la Copa Sudamericana 2017 como Chile 1. Mismo formato se repitió en 2017 con al diferencia que los partidos fueron de ida y vuelta.

## Palmarés
| Año          | Campeón                   | Subcampeón           |
| ------------ | ------------------------- | -------------------- |
| 1968 Detalle | Universidad Católica      | Universidad de Chile |
| 1969-2001    | No se disputó             | No se disputó        |
| 2002 Detalle | Cobreloa                  | Palestino            |
| 2003-2015    | No se disputó             | No se disputó        |
| 2016 Detalle | Unión Española            | O'Higgins            |
| 2017 Detalle | Universidad de Concepción | Unión Española       |

## Títulos por equipo
| Club                      | Campeón | Torneo |
| Universidad Católica      | 1       | 1968   |
| Cobreloa                  | 1       | 2002   |
| Unión Española            | 1       | 2016   |
| Universidad de Concepción | 1       | 2017   |

## Participaciones
| Club                      | Participaciones | Torneo      |
| Unión Española            | 2               | 2016 y 2017 |
| Universidad Católica      | 1               | 1968        |
| Universidad de Chile      | 1               | 1968        |
| Cobreloa                  | 1               | 2002        |
| Palestino                 | 1               | 2002        |
| O'Higgins                 | 1               | 2016        |
| Universidad de Concepción | 1               | 2017        |